# Bianca Balti
Bianca Balti (Lodi, 19 marzo 1984) è una supermodella italiana.
Considerata con Mariacarla Boscono e Eva Riccobono una delle più note top model italiane della sua generazione, Balti ha ottenuto successo dagli anni 2000, divenendo il volto principale di numerose case di moda, tra cui Dolce & Gabbana, Salvatore Ferragamo, Mugler, Missoni e Karl Lagerfeld, oltre ad essere prima modella italiana a sfilare per Victoria's Secret.

## Biografia
Dopo aver conseguito la maturità classica al liceo Pietro Verri della natìa Lodi, si trasferisce a Milano e si iscrive al corso di design della comunicazione al Politecnico; frattanto si mantiene facendo la rappresentante di prodotti cosmetici nei supermercati.
Passa repentinamente da un ambiente familiare decisamente benestante a una vita di ribellione, diventando una squatter nel quartiere milanese della Bovisa; in tale periodo, poco più che diciottenne, a un rave party subisce una violenza sessuale che, come lei stessa ricorda ad anni di distanza, ne condiziona il rapporto con gli uomini per il resto della vita.

### Carriera

#### Moda
Dopo il diploma inizia il lavoro di modella a tempo pieno. La sua carriera nel mondo della moda comincia nel 2005 grazie a un contratto in esclusiva per la campagna pubblicitaria internazionale di Dolce & Gabbana.
Partecipa a diverse campagne pubblicitarie, tra le quali, oltre a quelle per Dolce & Gabbana, figurano quelle per Missoni, Rolex, Paul Smith, Revlon, Guess?, Donna Karan, Roberto Cavalli, Armani Jeans, Antonio Berardi, Mango, Guerlain, WarnsingDesign, Parfums Christian Dior, Pollini, Bebe, Intimissimi, e numerose per La Perla.

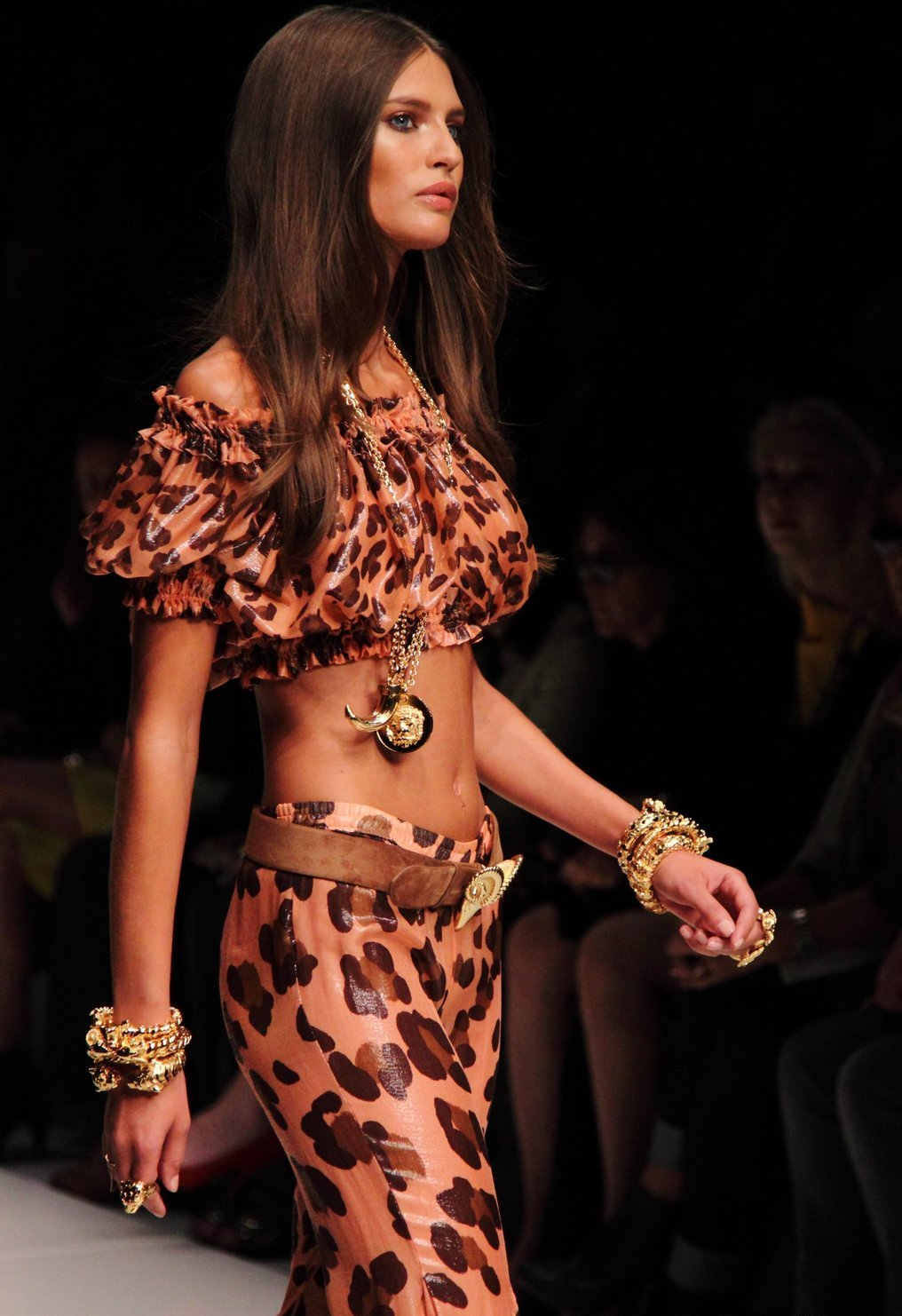
Bianca Balti in passerella nel 2010

Appare sulle copertine di diverse riviste. Tra gli altri, ha al suo attivo diversi servizi fotografici per la versione giapponese di Vogue. Nel 2005 posa per un catalogo di Victoria's Secret e sfila durante il Victoria's Secret Fashion Show, la prima modella italiana a partecipare.
Il suo viso viene scelto nel novembre 2006 per la copertina del primo numero di Velvet (2006-2012), il mensile di moda de La Repubblica. Compare inoltre sulla copertina di L'Officiel nel dicembre 2004, di Numèro nel febbraio 2005, di Marie Claire Italia nel marzo 2007, di Vogue Spagna nel dicembre 2007 e di Harper's Bazaar Inghilterra nel giugno 2008.
Insieme a Eva Riccobono e a Mariacarla Boscono, forma la triade delle supermodelle italiane di nuova generazione meglio pagate. Nel 2007 diventa testimonial della fragranza Black XS di Paco Rabanne, per il quale è protagonista di uno spot televisivo ad alta rotazione. Dopo la parentesi cinematografica e la nascita della figlia, si sposta a New York per riprendere la carriera di indossatrice. Nel 2008 diventa il volto della campagna pubblicitaria di Cesare Paciotti e rimpiazza Angelina Jolie, diventando il nuovo volto di St.John, insieme a Caroline Winberg e Hilary Rhoda.
Diventa il volto della campagna pubblicitaria del marchio Bebe. Nel 2009 rinnova il contratto come testimonial di Guerlain make-up e diventa testimonial della griffe americana Elie Tahari per la campagna pubblicitaria primavera/estate 2009 e viene riconfermata anche dallo stilista Cesare Paciotti per la campagna P/E 2009. Per Paciotti viene fotografata insieme alla top model Anouck Lepere da Mario Sorrenti. Sempre nel 2009 è il nuovo volto della campagna primavera/estate 2009 di Ermanno Scervino, di Victoria's Secret Swimswear e di Bulgari Eyewear, ed è una delle tre modelle scelte per il calendario Wurth 2009, insieme a Selita Ebanks e Marisa Miller.
A febbraio 2009 sfila a New York per il marchio Diesel. A marzo appare sulla copertina dell'edizione italiana di Elle, che le dedica un ampio editoriale, poi sulla copertina dell'edizione francese di Playboy di giugno/luglio. A settembre pubblicizza il profumo Bellissima di Blumarine e compare sulla copertina della rivista First. Nel 2010 sostituisce la modella russa Irina Shayk come testimonial di Intimissimi (campagna primavera estate 2010 e autunno inverno 2010/2011). Diventa inoltre testimonial per uno spot di John Freida.
Nel 2011 è tra le protagoniste del calendario Pirelli, mentre a novembre viene scelta dall'azienda cosmetica L'Oréal come nuova testimonial internazionale, al fianco di Jennifer Lopez, Beyoncé, Gwen Stefani, Andie MacDowell e Jane Fonda. Nel numero di Vogue Japan di marzo 2012 appare in copertina, in un editoriale interno ispirato alla Spagna (Kiss of the Matador) e nell'editoriale ispirato all'Italia meridionale.

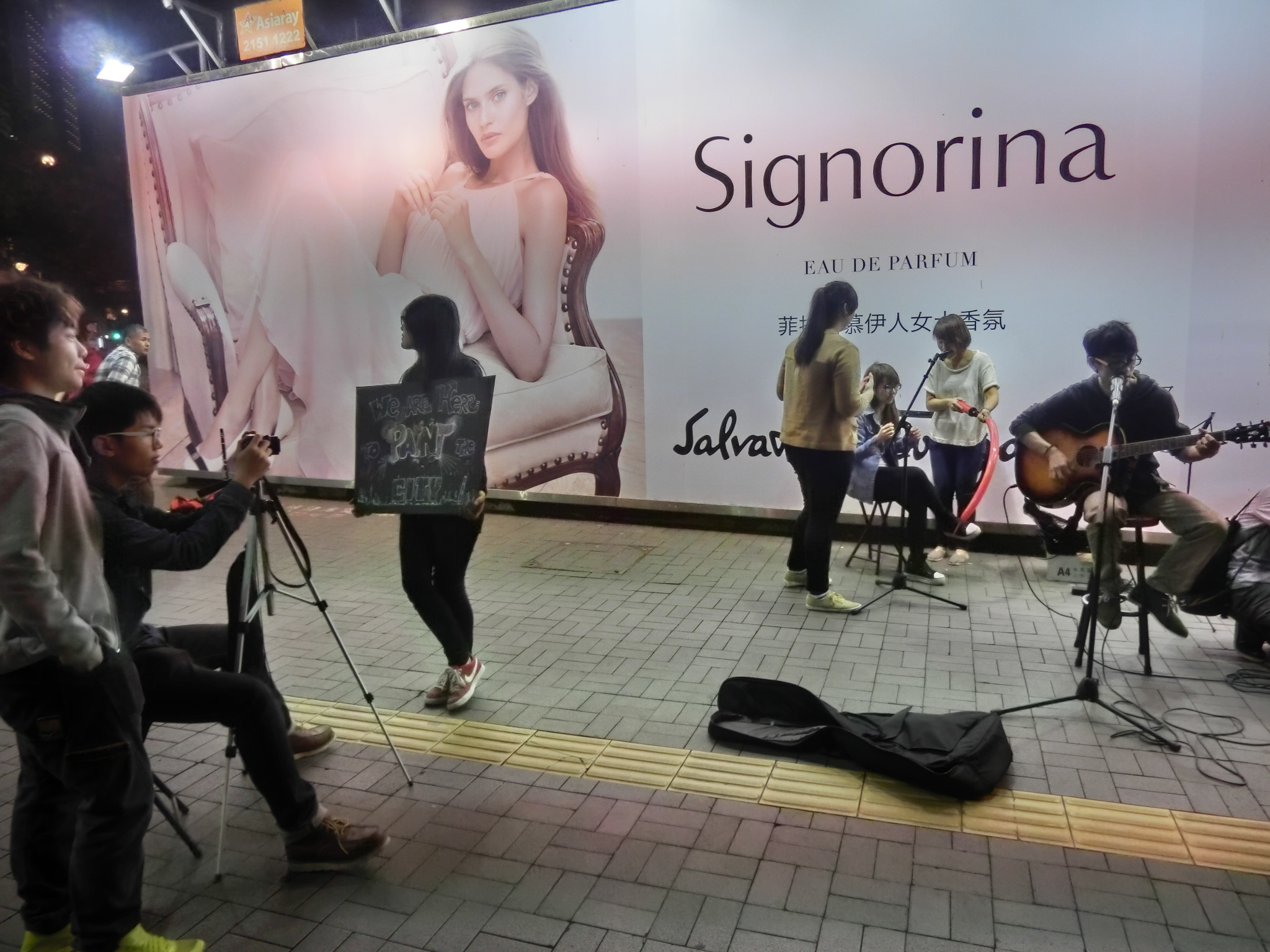
Manifesto pubblicitario di Bianca Balti per Salvatore Ferragamo a Hong Kong (2013).

Dal 7 luglio al 2 settembre 2012 a Roma è la protagonista della mostra Bianca Balti: Immagini di una favola di moda, curata da Stefano Dominella e promossa dall'assessore ai Grandi Eventi Rosella Sensi. Nel 2013 è testimonial del profumo Light Blue di Dolce & Gabbana e, in occasione di san Valentino, del marchio H&M; inoltre viene riconfermata come testimonial della linea Dolce & Gabbana autunno/inverno 2013/2014 insieme a Monica Bellucci, Kate King e Andreea Diaconu, e in quella primavera/estate 2014 accanto a Eva Herzigová, Catherine McNeil e Marine Deleeuw.
Nel 2014 è protagonista di uno spot pubblicitario per la campagna Dolce&Gabbana Watches, insieme alla figlia e al modello Elbio Bonsaglio. L'anno successivo è testimonial degli abiti da sposa della collezione primavera-estate 2015 di Alessandro Angelozzi. Tra il 2014 e il 2018 è testimonial OVS. Alla Settimana della moda di Milano sfila incinta di sette mesi.
Nell'aprile 2016 mette all'asta abiti, gioielli, accessori e scarpe raccolti durante la carriera e devolve il ricavato, circa 30.000 euro, a Lifeline Jordan, progetto dell'UNHCR che aiuta i rifugiati siriani che hanno trovato asilo in Giordania.
Nel 2017 debutta su Sports Illustrated Swimsuit Issue, vincendo il premio Rookie of the year, assegnato a modelle esordienti. Esperienza ripetuta nel 2018.
Sempre nel 2017 viene confermata come volto della campagna di OVS ed è protagonista, insieme a David Gandy, della campagna internazionale della nuova fragranza di Dolce e Gabbana "Dolce&Gabbana Light Blue Eau Intense", firmata da Mario Testino. Nel giugno 2017 diventa designer, creando una collezione di costumi ispirata agli anni '60 del XX secolo, in esclusiva per la piattaforma online di beni di moda, lusso e design Yoox Net-A- Porter-Group. Nel settembre 2018, durante la Settimana della moda di Milano, lancia la sua linea di moda premaman: Bianca Balti Maternity.

#### Altre attività

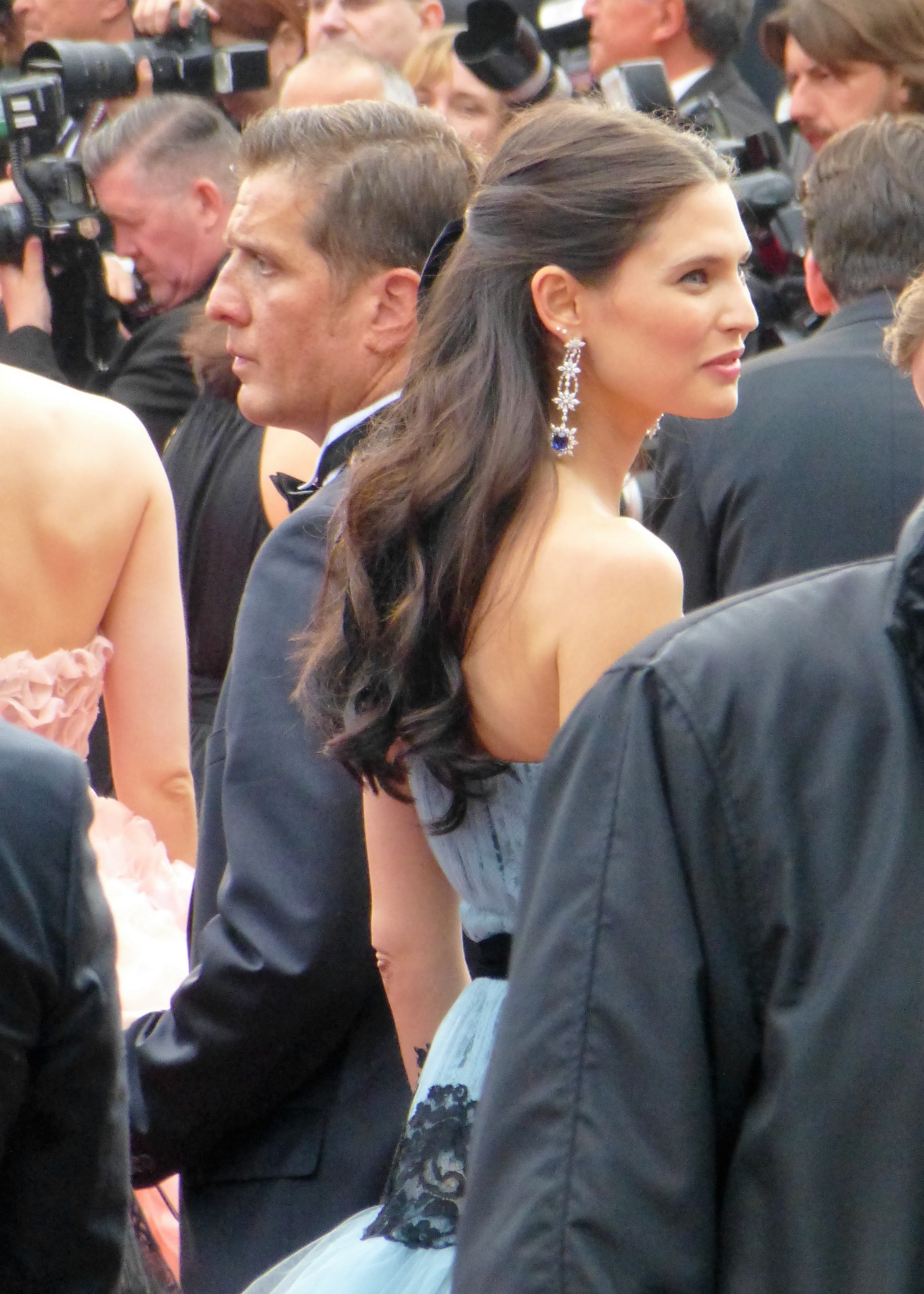
Bianca Balti al Festival di Cannes 2016 per l'anteprima di Café Society

Nel 2007 debutta nel mondo del cinema come una delle principali interpreti del film Go Go Tales per la regia di Abel Ferrara; nel maggio dello stesso anno,  per promuovere la pellicola, partecipa al Festival di Cannes insieme ad Asia Argento e a Stefania Rocca.
Nel 2010 è il soggetto del breve documentario televisivo Una vita al top, episodio della serie TV Il testimone (MTV) condotta da Pif. L'episodio è diviso in due parti: la prima mostra la vita privata e quotidiana della Balti, mentre la seconda è dedicata alla realizzazione di un servizio fotografico per Vogue Japan, ambientato a Taormina. L'anno seguente prende il posto di Belén Rodríguez come testimonial di TIM in alcuni spot televisivi girati insieme a Neri Marcorè e Marco Marzocca.
Il 16 febbraio 2013 è ospite all'ultima serata del Festival di Sanremo, condotto da Fabio Fazio e Luciana Littizzetto. Il 16 ottobre 2014 è co-conduttrice della seconda puntata dell'edizione 2014-2015 di Zelig (Canale 5) insieme al Mago Forest e alla Gialappa's Band. Il 25 ottobre 2015 presenzia alla cerimonia di premiazione degli MTV Europe Music Awards a Milano, al fianco della modella statunitense Hailey Baldwin e del rapper inglese Tinie Tempah.
Nel 2017 conduce per Netflix, insieme a Francesco Facchinetti, Ultimate Beastmaster. Nel 2022 conduce A letto con Bianca Balti, webserie per YouTube in cui intervista personaggi dello spettacolo.
Nel febbraio 2025 torna dopo dodici anni al Festival di Sanremo, dapprima affiancando Carlo Conti nella conduzione della seconda serata della kermesse canora, insieme a Nino Frassica e Cristiano Malgioglio, e poi presenziando anche alla quinta e ultima serata, chiamata a consegnare alcuni premi accessori dell'edizione.

## Vita privata
Nel 2006 sposa il fotografo Christian Lucidi, dal quale nel 2007 ha una figlia; la coppia si separa nel 2010. Dopo la fine del rapporto con Lucidi vive alcuni anni di difficoltà sul piano personale, cadendo anche in una tossicodipendenza che rischia di incrinare il rapporto con la figlia che, in questa fase, sceglie di vivere col padre.
Nel 2015 ha una seconda figlia dal compagno Matthew con cui si sposa il 1º agosto 2017 a Laguna Beach. Il matrimonio termina cinque mesi dopo.
Dalla fine del 2015 sostiene il lavoro dell'Alto commissariato delle Nazioni Unite per i rifugiati (UNHCR). Il 1º dicembre 2016, in occasione dell'evento di beneficenza Another Brick in the Wall a Milano, l'UNHCR Italia le consegna una targa di ringraziamento per celebrare un anno di impegno per i rifugiati.
Nel 2022 subisce una doppia mastectomia preventiva, dopo essersi scoperta portatrice di una variante del gene BRCA1.
Dall'estate 2024 ha una relazione con il pilota Alessandro Cutrera. Nel settembre dello stesso anno rivela di avere un cancro ovarico al terzo stadio.

## Filantropia
Nel marzo 2016 Bianca Balti ha venduto abiti e accessori personali per ricavare fondi per l'ACNUR.
Nel corso degli anni si è prodigata a favore dei diritti delle donne e l'autodeterminazione femminile, diritti civili e diritti LGBT. Balti si è inoltre espressa contro il razzismo in Italia, ha appoggiato le proteste negli Stati Uniti d'America a seguito della morte di George Floyd.
Balti si è inoltre esposta su tematiche riguardanti i disturbi della nutrizione e dell'alimentazione e il disturbo da dismorfismo corporeo.

## Agenzie
- IMG Models - Parigi, Sydney
- Brave Model Management - Milano
- Women Management - New York
- Iconic Management - Berlino
- Unique Models - Copenaghen
- Colors Model Management - Barcellona
- Modelwerk - Amburgo

## Filmografia
- Go Go Tales, regia di Abel Ferrara (2007)
- The Tale of a Fairy, regia di Karl Lagerfeld – cortometraggio (2011)

## Programmi TV
- Festival di Sanremo (2013, 2025)
- Zelig (2014)
- MTV Europe Music Awards (2015)
- Ultimate Beastmaster (2017)
- A letto con Bianca Balti (2022-in corso)